# کسی برای عاشق شدن (ترانه کوئین)
«کسی برای عاشق شدن» (به انگلیسی: Somebody to Love) یک تک‌آهنگ از کوئین است که در سال ۱۹۷۶ میلادی منتشر شد.